# ボカイナブラジルアマガエル
ボカイナブラジルアマガエル（Aplastodiscus albosignatus）はブラジル南東部に生息するアマガエル科のカエルの一種。ブラジルの固有種である。生息地は亜熱帯または熱帯の湿潤低地林、または湿潤山地林の河川。生息地の損失により絶滅の危機に瀕している。

## 形態
ボカイナブラジルアマガエルは、全長が約5cmに成長するアマガエルの中では比較的大型の種である。広い頭部と尖った鼻を持ち、鋤歯が上顎の内側にある。大きく丸い目には金色の虹彩があり、瞳孔は横長。耳の鼓膜は外側からも確認できる。ボカイナブラジルアマガエルの一般的な色は緑で、筋肉や骨も緑色である。ブラジルの森林には近縁種のアマガエルが数種生息していて、ボカイナブラジルアマガエルは肛門部に特徴的な大きな突起があり、この点で他の近縁種と区別することができる。オタマジャクシにもこの特徴があり、同様に区別することができる。

## 生態
ボカイナブラジルアマガエルは、ブラジル南東部の標高1,800メートルまでの山岳地帯に生息する樹上性のカエルで、その生息域のほとんどは最初に発見されたセラ・ダ・ボカイナ国立公園などの国立公園内にある。生息地は原生林と渓流近くの古い二次林の両方で、基本的に農業地帯や人里近くには生息しない。
ボカイナブラジルアマガエルの繁殖は9月から2月にかけて行われ、繁殖期のオスは夜に岩の間や森の中の川岸から鳴き、つがいとなるメスを呼ぶ。卵は川に近い地下の巣に産み付けられ、地下で成長したオタマジャクシは雨などで川に流され川底で生活する。体長約21mmで成体に変態する。